# Бондаревка (Коростенский район)
Бо́ндаревка (укр. Бондарівка) — село на Украине, основано в 1685 году, находится в Коростенском районе Житомирской области. Расположено на реке Крашевня.
Код КОАТУУ — 1822380801. Население по переписи 2001 года составляет 497 человек. Почтовый индекс — 11562. Телефонный код — 4142. Занимает площадь 2,965 км².

## Адрес местного совета
11562, Житомирская область, Коростенский р-н, с.Бондаревка, ул. Мира, 50, тел. (+380 4142) 9 95 42.

## Галерея

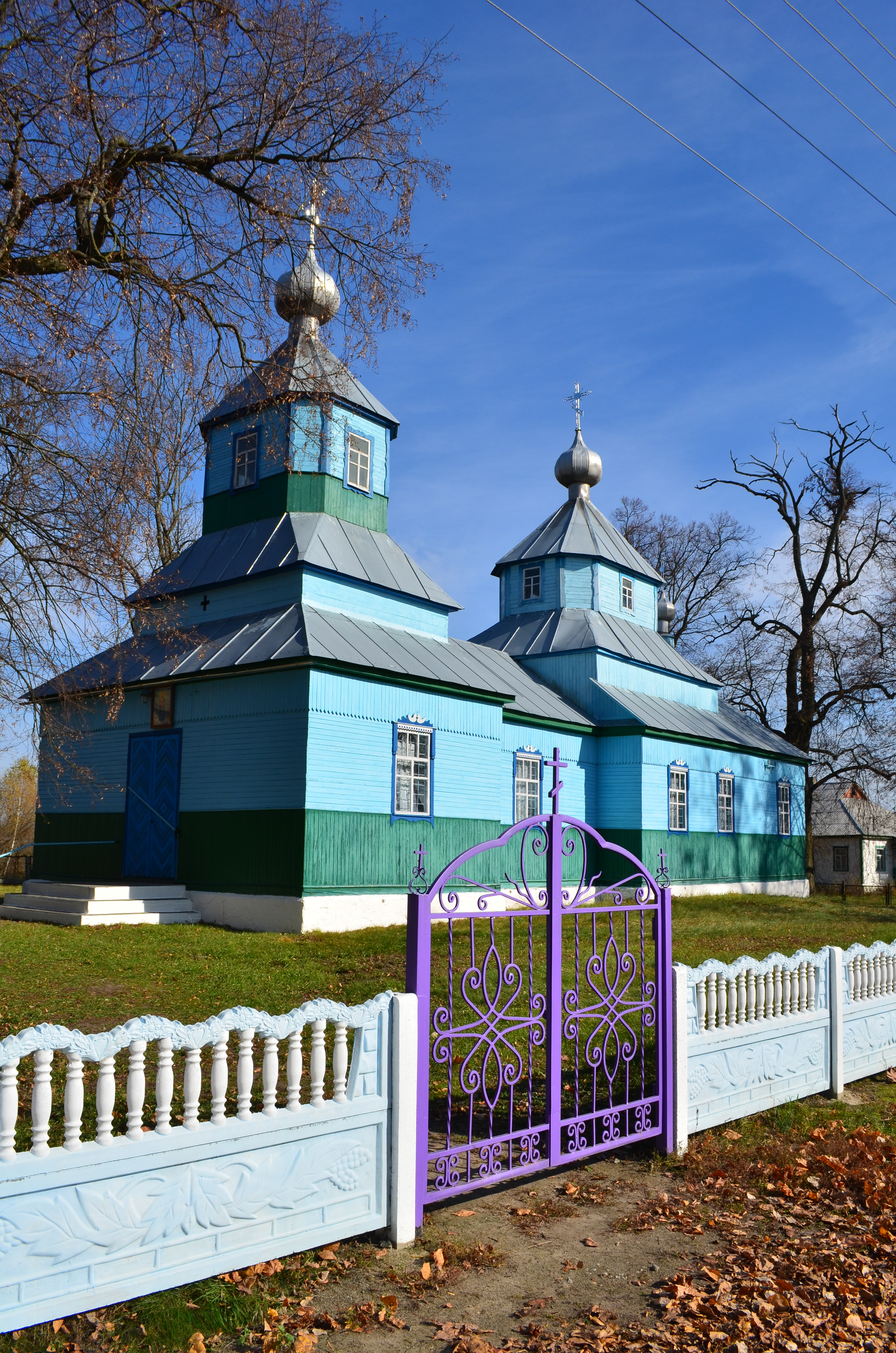
Церковь Покровы Пресвятой Богородицы
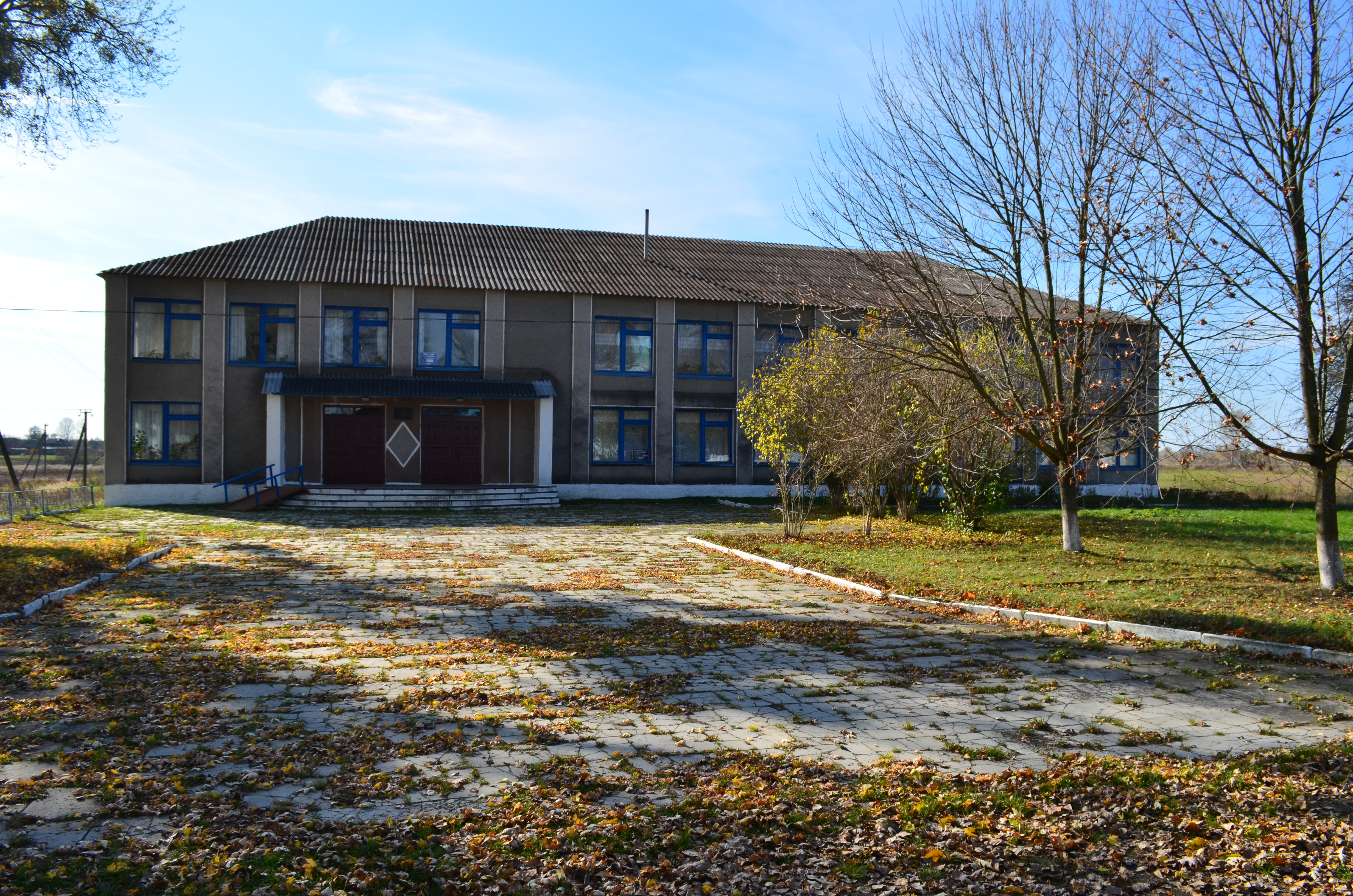
Дом культуры и библиотека
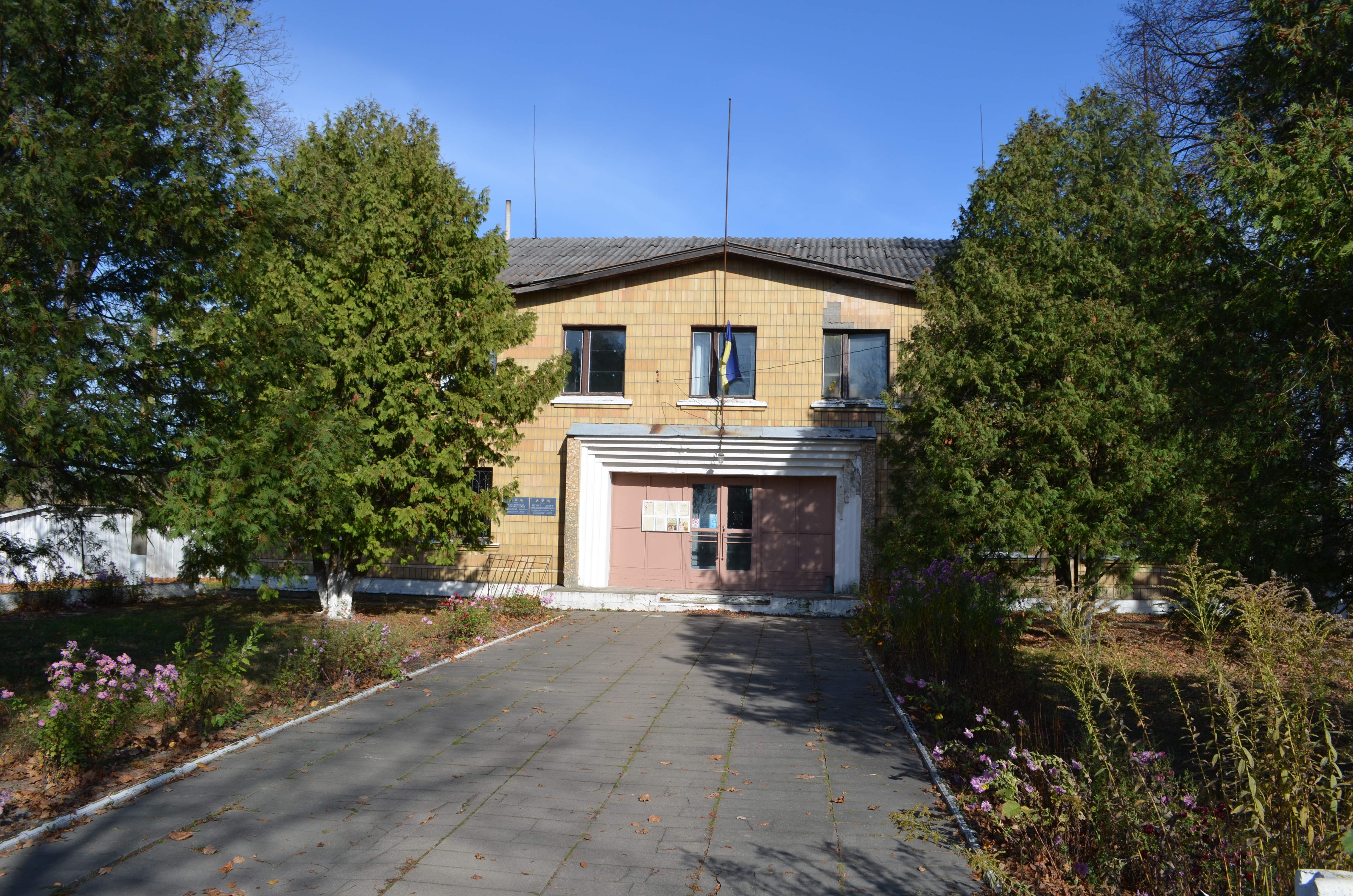
Сельский совет
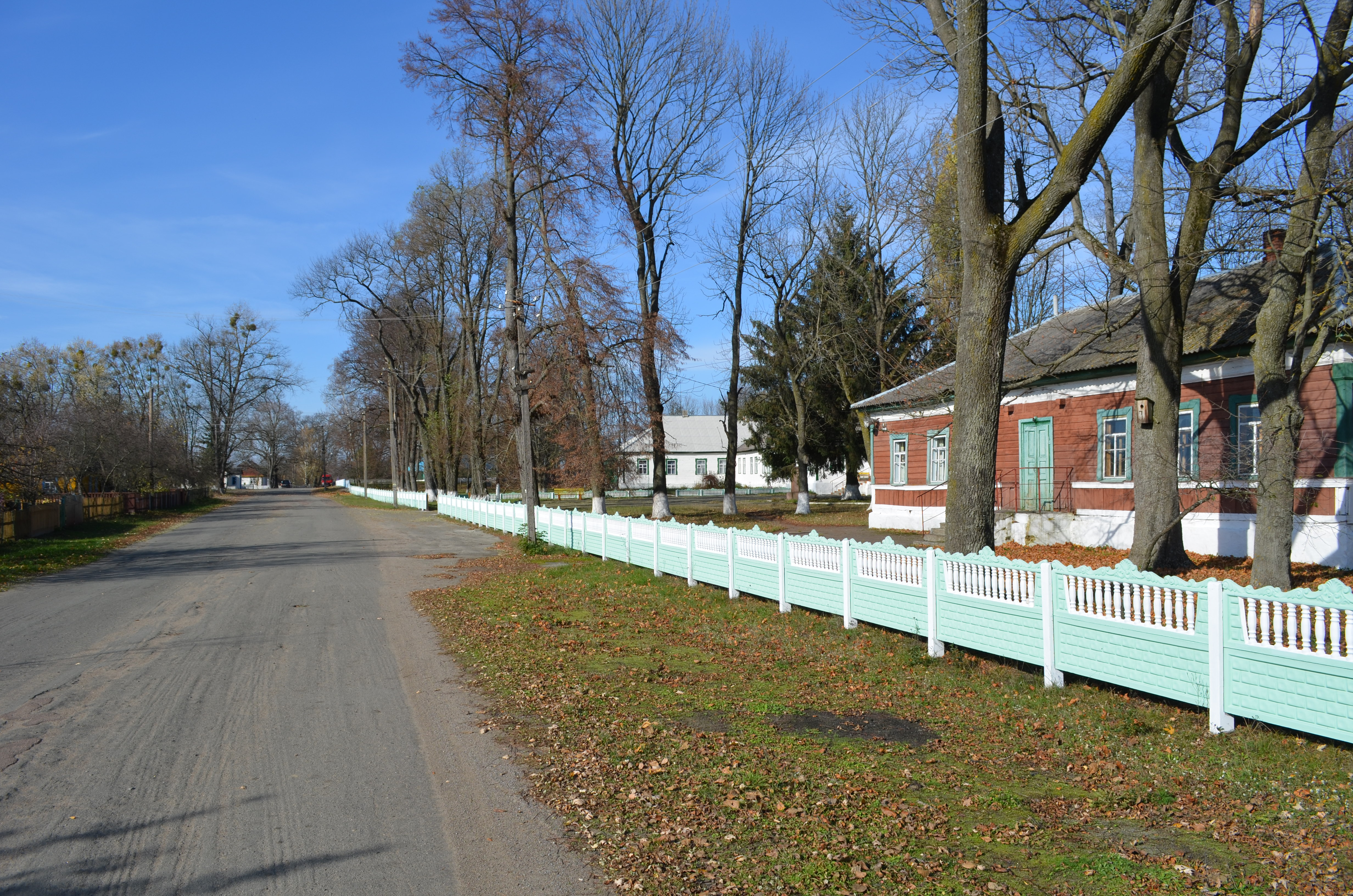
Центральная улица Мира (бывшая ул. Ленина), справа — школа
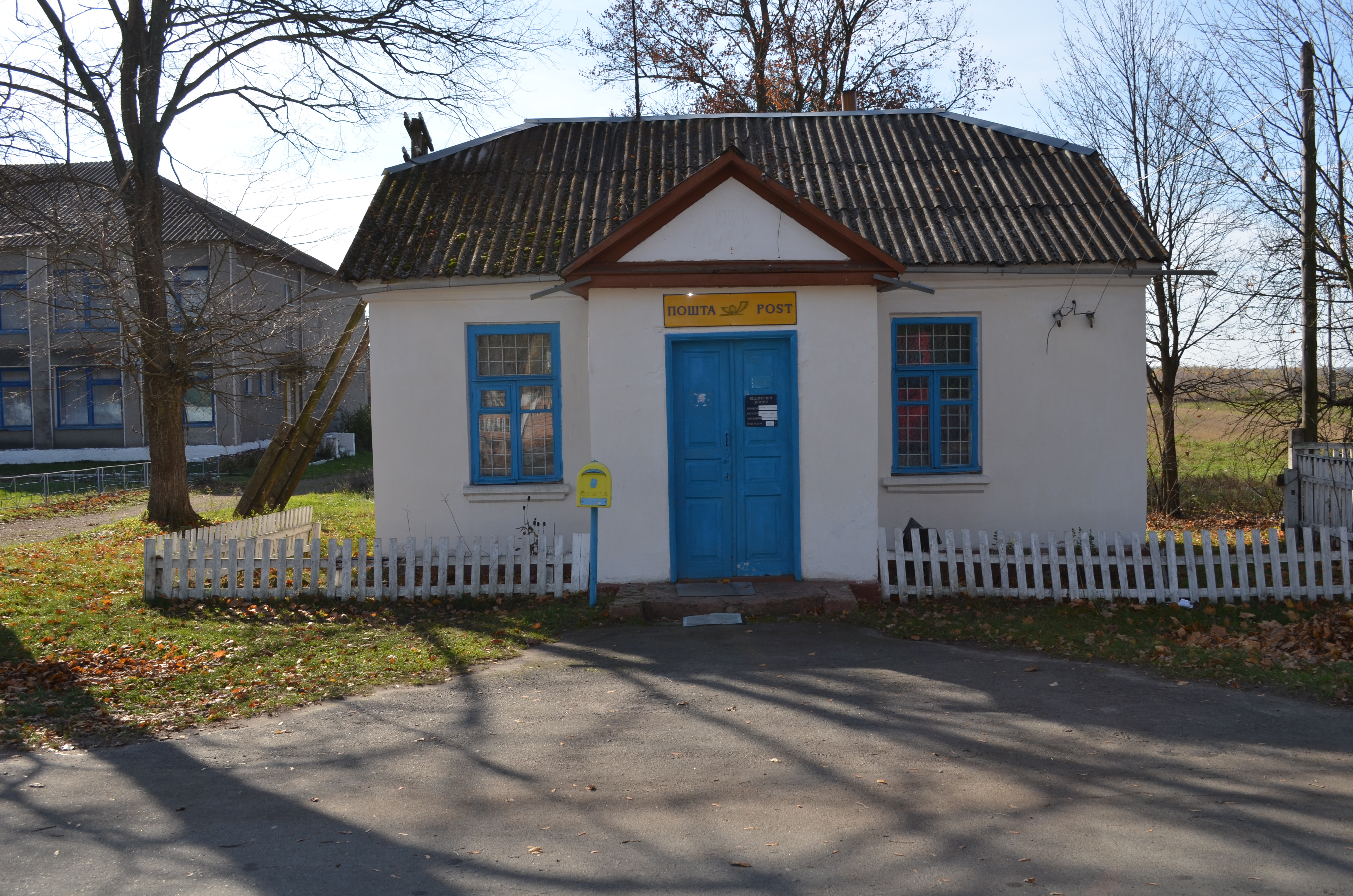
Почта
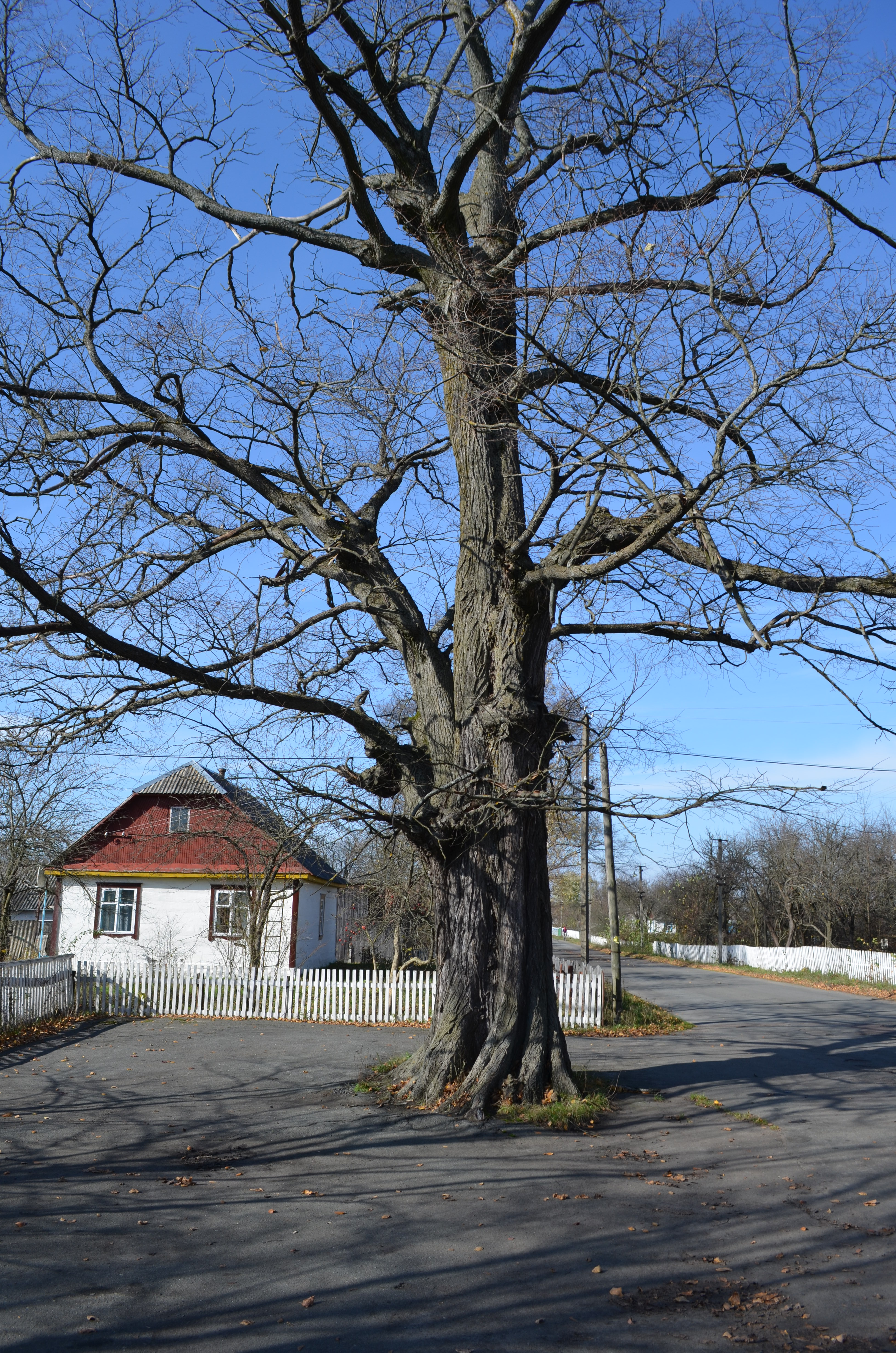
Старое дерево в центре села